# 12번째 보조사제
"12번째 보조사제"은 2014년에 제작한 대한민국 단편영화이다.

## 캐스팅
- 이학주 : 보조사제 역
- 박지일 : 신부 역
- 임성미 : 영신 역